# Mértéktér
A mértéktér egy olyan matematikai fogalom, melynek segítségével a méréseket lehet értelmezni matematikai szigorúsággal. A mögöttes motiváció tulajdonképpen az integrál problémáit tartalmazza, így a két fogalom fejlődése kéz a kézben haladt. Bár a nevük hasonló, de a mértékterek és a metrikus terek között elvi különbség van, jelesül, hogy a metrika az alaphalmaz elempárjait, a mérték pedig a részhalmazait jellemzi.

## Definíció
Mértéktérnek nevezünk egy {\displaystyle (M,{\mathcal {A}},\mu )} hármast, ha {\displaystyle M} halmaz, {\displaystyle \mu } mérték felette és {\displaystyle {\mathcal {A}}} egy σ-algebrája. Ekkor {\displaystyle \mu (A)}-t az {\displaystyle A} halmaz mértékének nevezzük. Ezzel kapcsolatban lehet a mértékterek néhány jellemzőjét is megadni:
- Ha {\displaystyle \mu (M)} véges, akkor a mértékteret végesnek nevezzük.
- {\displaystyle A\in {\mathcal {A}}} σ-véges, ha létezik olyan {\displaystyle {\mathcal {A}}}-beli halmazrendszer, aminek minden eleme véges és egyesítése {\displaystyle A}
- Ha {\displaystyle M} σ-véges, akkor a mértékteret is σ-végesnek nevezzük.
- A mértéktér teljes, ha minden 0 mértékű halmaz minden részhalmaza mérhető.

A mértékterek fogalmát lehet általánosítani, ha a mértéket egy σ-additív, {\displaystyle N} normált térbe ható vektorfüggvénnyel helyettesítjük. Ekkor a {\displaystyle (M,{\mathcal {A}},N,\mu )} négyest vektormértéktérnek nevezzük.

## Példák
- A valós számok tetszőleges intervalluma a rész-intervallumaiból álló σ-algebrával ellátva a Lebesgue-mértékkel
- Események egy {\displaystyle E} halmaza a hozzátartozó {\displaystyle {\mathcal {E}}} eseményalgebrával és a valószínűségi mértékkel ({\displaystyle P:{\mathcal {E}}\to [0,1]} és {\displaystyle P(E)=1})